# Gentiana elwesii
Gentiana elwesii är en gentianaväxtart som beskrevs av Charles Baron Clarke. Gentiana elwesii ingår i släktet gentianor, och familjen gentianaväxter. Inga underarter finns listade i Catalogue of Life.